# Róża Bagdadu
Róża Bagdadu / Róża z Bagdadu (wł. La Rosa di Bagdad) – włoski film animowany z 1949 roku w reżyserii Anton Gino Domenighini. Jest to jeden z pierwszych włoskich pełnometrażowych filmów animowanych oraz pierwszy w historii włoskiego kina film nakręcony w Technicolorze. 

## Fabuła
Fabułę filmu zaczerpnięto z jednej ze zbioru baśni tysiąca i jednej nocy, opowiadającej o fleciście o imieniu Amin, który jest zakochany w pięknej księżniczce Zeili. 

## Wersja włoska

### Obsada (głosy)
- Germana Calderini jako księżniczka Zeila
- Beatrice Preziosa jako księżniczka Zeila (wokal)
- Corrado Pani jako Amin
- Giulio Panicali jako szejk Jafar
- Carlo Romano jako mag Burk
- Olinto Cristina jako kalif Oman
- Giovanna Scotto jako Fatima
- Renata Marini jako mama Amina
- Lauro Gazzolo jako Wielki Kadi
- Stefano Sibaldi jako narrator

## Wersja angielska
W 1952 roku powstała wersja z angielską ścieżką dźwiękową. Głosu księżniczce Zeili w wersji angielskiej udzieliła Julie Andrews. W 1967 roku film był ponownie wyświetlany na ekranie pod tytułem Śpiewająca księżniczka.

## Wersja polska
Róża Bagdadu – wersja wydana na VHS z polskim lektorem i włoskim dubbingiem.
Dystrybucja VHS w Polsce: Muvi

## Nagrody
- 1949: Pierwsza nagroda na Międzynarodowym Festiwalu Filmowym w Wenecji.